# Калдерара ди Рено
Калдерара ди Рено је насеље у Италији у округу Болоња, региону Емилија-Ромања.
Према процени из 2011. у насељу је живело 6287 становника. Насеље се налази на надморској висини од 28 м.

## Становништво
| 1951. | 1961. | 1971. | 1981. | 1991.  | 2001.  | 2011.  |
| ----- | ----- | ----- | ----- | ------ | ------ | ------ |
| 5.834 | 4.684 | 4.562 | 8.696 | 10.800 | 11.638 | 13.148 |